# کژتابی
کژتابی یا ابهام ساختاری در جملاتی موجود است که از آن‌ها می‌توان مفاهیم و معانی متعددی برداشت نمود؛ این جملات، دقیقاً مقصود را بیان نمی‌کنند. مهم‌ترین علل وقوع کژتابی، عبارت‌اند از:
- ابهام مرجع ضمیر: علی به دوستش گفت که مقاله‌اش منتشر شده‌است.
- عدم رعایت دقیق قواعد نقطه‌گذاری: حاکمی برای مجازات کسی که امید می‌رفت مورد عفو قرار بگیرد، نوشت: عفو لازم نیست اعدامش کنید.
- ابهام نقش دستوری کلمه: من از راهنمایی شما پشیمانم
- ابهام تعلق صفت به مضاف یا مضافٌ‌الیه: جان دان، مورخ فلسفه یهودی‌است.
- ابهام مُمَثَّل (مُصور کرده) در جملات سلبی: من مثل تو زودباور نیستم.

کژتابی و ابهام، از مواردی‌است که در نوشته‌های عادی، عیب دانسته می‌شود. کژتابی، همچنین در منطق به عنوان یک مغالطه تلقی می‌گردد؛ و آن وقتی‌است که شخص جمله‌ای را که بیش از یک معنا دارد، به کار گیرد و آن جمله تنها با یک تفسیر، مقبول مخاطب باشد؛ در اینجا کژتابی و تعدد معنای جمله این امکان را به گوینده می‌دهد که در شرایط مختلف، یکی از معنی‌ها را انتخاب و ادعا نماید.
مثال‌هایی که در زیر نوشته شده‌است دارای کژتابی نیست؛ زیرا کژتابی به مفهوم چندمعنایی ناخواسته است. گوینده در متن‌های زیر به عمد ابهام در کلام آورده‌است. (نک: بهاءالدین خُرّمشاهی، کژتابی‌های ذهن و زبان، تهران: ناهید)
- دربارهٔ شیعه یا سنی بودن ابن‌جوزی، اختلاف نظر بود. روزی گروهی از شیعیان و سنی‌ها، از وی خواستند که بگوید خلیفه بلافصل پیغمبر اسلام کیست؟ وی برای جلب خشنودی هر دو گروه گفت: او کسی‌است که دخترش در خانه اوست. چون علی داماد پیامبر و پیامبر داماد ابوبکر بود و مرجع دو ضمیر معلوم نبود، هر گروهی پنداشت ابن‌جوزی از خودشان است.
- حاکمی از حکیمی خواست که شخصیت محبوب مردم را لعن کند. شخص حکیم بر منبر رفت و گفت: ای مردم، بدانید که حاکم شما از من خواسته‌است که شخصیت محبوب شما را لعنت کنم؛ پس لعنت خدا بر او باد. در این‌جا نیز مرجع ضمیر او مشخص نیست.
- پادشاه لیدیه که در نظر داشت با کوروش پادشاه ایران وارد جنگ شود، برای حصول اطمینان از نتیجهٔ مثبت جنگ با کاهن معبد دِلفی مشورت کرد و این پیشگویی را دریافت نمود: " اگر به جنگ کوروش بروی یک امپراتور قدرتمند را نابود خواهی ساخت. " پادشاه لیدی با شادمانی به جنگ کوروش رفت، اما به زودی شکست سختی از او خورد و نزدیک بود خود او هم کشته شود. وقتی از مرگ نجات یافت شکوائیه و نامهٔ گلایه آمیزی به کاهن معبد نوشت. کاهن پاسخ داد که پیش گویی درست بوده‌است و او در جنگ با کوروش واقعاً یک امپراتوری قدرتمند (یعنی خودش) را نابود کرده‌است.